# 国際放送連合
国際放送連合（こくさいほうそうれんごう、フランス語: Union Internationale de Radiophonie, UIR、英語: International Broadcasting Union, IBU）は、1925年4月3日-4日の会議で設立されたヨーロッパのラジオ放送局の連合組織である。スイス・ジュネーヴに本部を置いていた。UIRは、放送の国際的な問題を解決することを目的としていた。

## 歴史
国際電気通信連合(ITU)は、1865年の設立以来、一対一の通信に焦点を当てていた。第一次世界大戦終結後、ITUは新規に発展してきたラジオ放送を活動の対象にしなかった。国際連盟とITUは、ラジオの技術は誕生したばかりで、急速に変化しているとして、国際的な放送の規制は制定しないことを決定した。
ヨーロッパの放送局が主導権を握り、放送の国内および国際的な問題にどう対処するか、そして、民間企業が政府の規制を求めるべきか、あるいは政府外で活動する放送局の独自の国際組織を設立するべきかを議論した。様々な民間放送局および英国のBBCの間の長い議論の末、民間組織の国際放送連合(UIR)の設立に至った。
ヨーロッパの放送局数はさらに増加し、その多様で複雑な問題の解決には、法律、金融、工学、ジャーナリズム、音楽学の専門知識が必要となった。専門家らは、彼らの努力によりメディアが放送の品質を改善し、より多くのラジオ視聴者を引き付けるようになるであろうと主張した。彼らの推論は正しかった。1920年には、ヨーロッパでラジオ受信機を持っている家庭は数千戸だったが、1926年には580万台に、1931年には1600万台に達した。
1940年、UIRが保有する機器はブリュッセルからスイスに退避された。しかし1941年にドイツの要求によりブリュッセルに戻され、ドイツ国防軍が連合軍の無線活動を監視するために使われた。UIRがドイツの支配下に入った後、13の加盟国がUIRへの協力をやめた:12。
第二次世界大戦終結後、UIRは多くの加盟国から「親独」と見られていた。1946年3月、ソビエト連邦は、UIRの解消と新しい国際放送組織の設立を要求した。1946年6月28日、ソ連とその全ての衛星国を含むUIRの26の加盟国は、代替の国際放送組織「国際放送機構」（OIR、後にOIRT）を設立した。
1947年にITUの世界無線会議がアトランティックシティで開催されたとき、この論争はさらに激化した。OIRとUIRの両方の組織が、この会議に「技術専門家」(technical experts)として参加することを要求した。両組織とも、この資格での参加は拒否され、議決権のないオブザーバーとして参加することのみが許可された。1948年のコペンハーゲンでの欧州フォローアップ会議でも同様だった。この状況には、どちらの組織も満足しなかった。
BBCは、ソ連によって支配されそうな新しい協会に加わることは希望していなかった。ソ連は構成共和国の一部を独立国家として登録し、ソ連は新組織に8票の議決権を持っていた。フランスは北アフリカの植民地について同様のことをし、4票を獲得するつもりだった。それに対し、イギリスには1票しかなかった:14。
1949年、フランス、オランダ、イタリア、ベルギーは、OIRからの脱退を表明した。多くの西ヨーロッパ諸国は、全く新しい組織を発足させることにした。しかし、BBCはその組織には不信感を持っており、自身が支配できる新しい組織を設置することを望んでいた。
1950年にUIRは正式に解散し、その資産は新しく設立された欧州放送連合(EBU)に移管された。
ソビエト連邦の崩壊後の1993年1月1日、EBUはOIRTを編入した。